# Ленская, Ольга Германовна
Ольга Германовна Ленская (19 сентября 1909; Валуйки, Воронежская губерния, Российская империя — 6 декабря 1976; Москва, РСФСР, СССР) — советская актриса театра и кино.

## Биография
Родилась 19 сентября 1909 года в Валуйки Воронежской губернии в семье барона Германа Николаевича Корфа (1871—1937). Барон участвовал в Гражданской войне в составе Добровольческой армии и эмигрировал с ней. Для скрытия данного факта девочка была удочерена его родной сестрой отца Л. Н. Ленской — вдовой А. П. Ленскому.
С детства воспитывалась в высококультурной среде. Знала хорошо литературу и театральную драматургию. После последних классов семилетки, пошла в актрисы. В 1923 году поступила в студию Московского театра импровизации «Семперантэ», которую окончила в 1925 году. Там же была оставлена в труппе. Играла в различных театрах, снималась в советских фильмах.
Ушла из жизни 6 декабря 1976 года в Москве. Урна с прахом захоронена в могиле родственников на Новодевичьем кладбище. 

### Личная жизнь
- Муж — Глеб Петрович Кузнецов (1903—1966) — артист. У них было двое детей, Александр и Алексей, которые также были творческими людьми[уточнить][1].

## Фильмография
- 1923 — Семья Грибушиных — горничная
- 1925 — Медвежья свадьба — Туська, дочь дровосека
- 1927 — Чужая
- 1928 — Хромой барин — Саша
- 1929 — Матрос Иван Галай — Феня, дочь кулака
- 1929 — Механический предатель
- 1929 — Соперницы — активистка Тутыгиш
- 1930 — Кто виноват? — Таня
- 1933 — Изменник родины — Ванда
- 1935 — Конец полустанка — телефонистка Настя
- 1944 — Большая земля — эвакуированная
- 1949 — Кубанские казаки — колхозница
- 1956 — Илья Муромец
- 1958 — Сампо
- 1959 — Хождение по мукам (фильм № 3) — мать Маруси
- 1972 — Доверие — тётя Настя